# Xandramella
Xandramella er en slægt af sommerfugle i familien Geometridae (målere).